# Calamograptis
Calamograptis is een geslacht van vlinders van de familie grasmineermotten (Elachistidae).

## Soorten
- C. argoceros Meyrick, 1937